# Euagathis tambora
Euagathis tambora är en stekelart som beskrevs av Simbolotti och Van Achterberg 1995. Euagathis tambora ingår i släktet Euagathis och familjen bracksteklar. Inga underarter finns listade i Catalogue of Life.